# Gerrit Jan Heijn

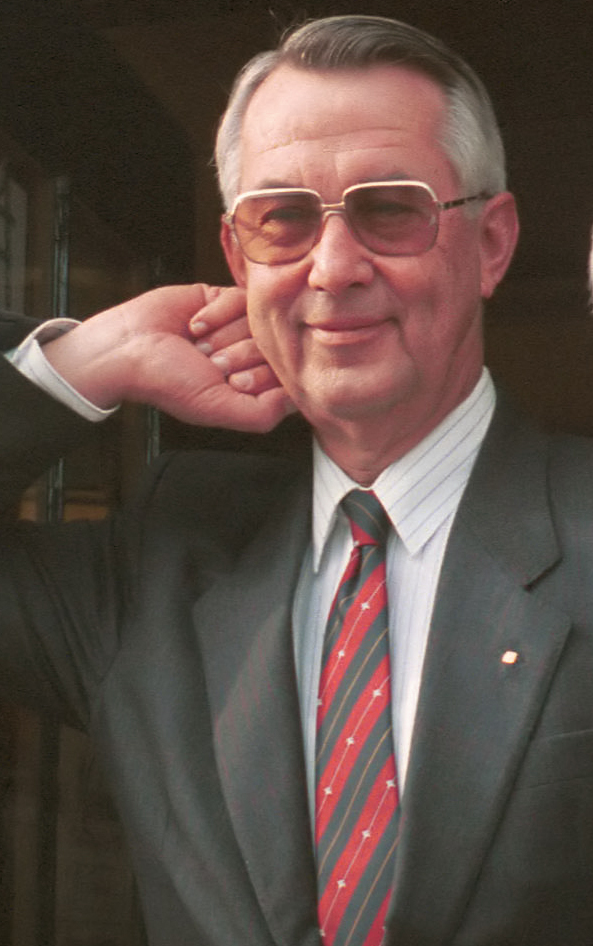
Gerrit Jan Heijn, 1987

Gerrit Jan Heijn (* 14. Februar 1931 in Zaandam; † 9. September 1987) war ein niederländischer Geschäftsmann, der bis zu seinem Tod 1987 ein Top-Manager von Ahold war. 

## Leben
Sein Großvater war der Gründer der nach ihm benannten Supermarktkette Albert Heijn. Sein Sohn Ronald Jan Heijn spielte für das nationale niederländische Hockeyteam.
Am 9. September 1987 wurde Heijn nahe seiner Villa in Bloemendaal (Niederlande) von Ferdi Elsas entführt. Obwohl Elsas ihn nur wenige Stunden nach der Entführung ermordete, täuschte er für eine lange Zeit vor, dass Heijn immer noch am Leben wäre und forderte Lösegeld. Er schickte der Familie Heijn die Brille und den abgetrennten kleinen Finger Gerrit Jans. Elsas wurde festgenommen als er Banknoten aus dem erhaltenen Lösegeld ausgab, von denen die Nummern aufgezeichnet wurden. Elsas gab Hinweise zu Heijns Leiche, die in den Wäldern bei Renkum begraben war. Er saß eine Gefängnisstrafe ab und kam 2001 frei. Die Leiche von Gerrit Jan Heijn wurde am 9. April 1988 in Driehuis eingeäschert. Sein Entführer, Ferdi Elsas, wurde am 3. August 2009 bei einem Unfall getötet, als er von einem Bagger erfasst wurde, während er auf seinem Fahrrad in der Nähe von Vorden fuhr und starb in Zutphen.
Der Film Anatomie einer Entführung von 2004 basiert teilweise auf der Entführung von Gerrit Jan Heijn.